# Michael Horbach
Michael Horbach, né le 13 décembre 1924 à Aix-la-Chapelle et mort le 1er novembre 1986 à Marseille, également connu sous les pseudonymes de Michael Donrath, TS Laurens, Roger Ravenna, Alex Torgau, Alexander Torgau, est un journaliste et écrivain allemand.

## Biographie
Michael Horbach est enrôlé dans la Wehrmacht à l'âge de dix-huit ans et envoyé sur le front de l'Est où il est blessé à plusieurs reprises. Après la Seconde Guerre mondiale, il devient journaliste et travaille pour diverses agences de presse. Il se met ensuite à écrire des romans à partir de ses expériences de guerre et des premières années d'après-guerre.
En 1958, il épouse la journaliste Ursula Schaake, qu'il encourage à écrire et qui devient une romancière à succès sous le nom d'Alexandra Cordes.
Dans les années 70, Michael Horbach s’installe, avec sa femme, dans un domaine à Châteauneuf-du-Pape. Dans la nuit du 27 octobre 1986, il tue sa femme avec un revolver de sa collection d'armes avant de retourner l’arme contre lui ; il meurt quelques jours plus tard dans un hôpital de Marseille,.

## Œuvres traduites en français
- Le voyage du chancelier (traduction de l'allemand par Constance Gallet), Presses de la Cité, Paris, 1975
- Une Poignée d'humains ... : Récits et témoignages sur une résistance inconnue 1933-1945 (traduction et adaptation française de N. Bordet), Éditions Alsatia, Collection Feux de l'histoire, Paris, 1968

## Liens
- Ressource relative à l'audiovisuel :   - IMDb
- Notice dans un dictionnaire ou une encyclopédie généraliste :   - Deutsche Biographie
- Notices d'autorité :   - VIAF
  - ISNI
  - IdRef
  - LCCN
  - GND
  - Belgique
  - Pays-Bas
  - Israël
  - NUKAT
  - Norvège
  - WorldCat